# Distretto di Godda
Il distretto di Godda è un distretto del Jharkhand, in India, di 1 047 264 abitanti. Il suo capoluogo è Godda.